# أفين نيلسون
أفين نيلسون (1859-1952) (بالإنجليزية: Aven Nelson)‏ هو عالم نبات أمريكي.